# 1730-1739
De jaren 1730-1739 (van de christelijke jaartelling) zijn een decennium in de 18e eeuw.

## Meerjarige gebeurtenissen

### Poolse Successieoorlog
- 1731 : Antonio Farnese, Hertog van Parma en Piacenza sterft kinderloos. Karel, de zoon van zijn nicht Elisabetta Farnese, vrouw van koning Filips V van Spanje, volgt hem op.
- 1733 : Als Koning August II van Polen sterft is de Poolse Sejm verdeeld over de vraag wie de overleden koning moet opvolgen. Buitenlandse mogendheden gaan zich in deze kwestie mengen. De Franse kandidaat is Stanislaus Leszczynski, schoonvader van Lodewijk XV van Frankrijk. De Russische en Oostenrijkse kandidaat is Frederik August II van Saksen, de zoon van de overleden koning. Zo begint de Poolse Successieoorlog.
- 1733 : Beleg van Kehl. De Fransen bezetten het hertogdom Lotharingen.
- 1734 : Beleg van Danzig. De Russen vallen de stad aan waar Stanislaus zich heeft verschanst.
- 1734 : Slag bij San Pietro. Troepen uit Piëmont-Sardinië, gesteund door Frankrijk, vallen Noord-Italië binnen.
- 1734 : Beleg van Gaeta. Karel van Parma verovert met Spaanse hulp het koninkrijk Napels.
- 1735 : Slag bij Clausen. Het keizerlijk leger verslaat de Fransen troepen.
- 1736 : Hertog Frans van Lotharingen huwt met Maria Theresia van Oostenrijk, dochter van keizer Karel VI.
- 1738 : Verdrag van Wenen.  Bij de Vrede van Wenen wordt er een voor de verschillende partijen min of meer bevredigende "deal" getroffen. Lodewijk XV accepteert dat zijn schoonvader de Poolse troon verloren heeft. Deze mag echter voor de rest van zijn leven het hertogdom Lotharingen besturen. Frans van Lotharingen krijgt Toscane in ruil voor zijn voorvaderlijke hertogdom. Don Carlos (de latere Karel III), zoon van koning Filips V van Spanje, een familielid van de Franse koning, mag voortaan op het op de Oostenrijkers veroverde koninkrijk Napels en Sicilië regeren, in ruil waarvoor hij alleen het kleine hertogdom Parma, dat hij van zijn moeder heeft geërfd, aan Oostenrijk moet afstaan.

### Rusland
- 1733-1741 : Tweede Kamtsjatka-expeditie. Rusland stuurt een expeditie naar het oosten van Siberië om de kust te verkennen en een zeeweg naar Amerika te vinden.
- 1735-1739 : Russisch-Turkse Oorlog. Opnieuw gaat de oorlog omtrent de havenstad Azov.
- 1737 : De Russen krijgen steun van de Oostenrijkers.
- 1739 : Verdrag van Niš. De Russen krijgen Azov, maar niet de Krim.

### Azië
- 1736 : Nadir Sjah Afshar sticht de dynastie van de Afshariden in Iran.

### Wereldhandel en kolonies
- De gouverneur van de VOC op Ceylon, Van Imhoff voert in 1737 het gebruik van de drukpers in, en in de jaren daarna verschijnen er voor het eerst gedrukte geschriften in het Sinhala, onder andere een christelijk gebedenboek en een geloofsbelijdenis. Imhoff laat ook voor het eerst kokospalmen planten op het eiland.
- De geleidelijke opheffing van het WIC-monopolie maakt de trans-Atlantische slavenhandel tot een vrije negotie. De Zeeuwen met hun Middelburgsche Commercie Compagnie veroveren een vooraanstaande rol in de Nederlandse slavenhandel.
- Alexander De Lavaux maakt tussen 1732 en 1735 een kaart van Suriname. Voor het eerst staan alle cultuurgebieden in de omgeving op één kaart ingetekend. In de binnenlanden zien we onder meer wegloopersdorpen die in brand staan en andere getuigenissen van acties tegen de Marrons waarbij De Lavaux betrokken is geweest. Wat de kaart van de Lavaux, naast de grote nauwkeurigheid, extra belangrijk maakt is een lijst met de namen van 440 plantages (waarvan vijf verlaten), de namen van de eigenaren en de grootte van de plantages.
- 1739-1742 : Oorlog om Jenkins' oor is een koloniale oorlog tussen het Britse Rijk en het Spaanse Rijk.

Lage landen
- 1730 - Een plakkaat van de Staten van Holland stelt de doodstraf op homoseksualiteit. Een beruchte Nederlandse affaire speelt in 1730-31 in Utrecht, waar een circuit van 'sodomieten' wordt opgerold. Zeker een dozijn personen wordt naar aanleiding van deze affaire geëxecuteerd (zie: Utrechtse homoseksuelen-affaire). Daarop spoelt een golf van homofobie over de Republiek. In Den Haag worden 73 processen voor de plaatselijke rechtbank en voor het Hof van Holland gevoerd. De meeste sodomieten worden bij verstek veroordeeld tot levenslange verbanning. Veertien worden geëxecuteerd en één pleegt zelfmoord tijdens zijn vlucht. Dezelfde golf veroorzaakt 44 processen in Amsterdam, waarvan er 6 op executie en één op zelfmoord uitdraaien. Ten slotte wordt een climax bereikt in een reeks processen in het Groninger dorpje Faan, dat uitloopt op de executie van tweeëntwintig mannen die van sodomie beschuldigd worden door de grietman Rudolf de Mepsche.
- De tulpenmanie van een eeuw geleden herhaalt zich met hyacinten. In 1734 bereikt de koers een hoogtepunt, waarna een scherpe daling inzet om in 1739 op een dieptepunt te belanden.

godsdienst
- De Northampton-revival, een protestantse opwekkingsbeweging, heeft zich door de kolonie Connecticut verspreid en is zelf bekend geworden in Engeland en Schotland. First Great Awakening.
- Meer dan 10.000 Lutheranen moeten uit het Salzburgerland vertrekken omdat ze weigeren katholiek te worden.Ook op Walcheren en in Staats-Vlaanderen komen groepen Salzburgers terecht, maar de meesten gaan naar Pruisen.

Natuurfenomenen =
- 1730-1736 : Op het Canarische eiland Lanzarote vindt een reeks van vulkaanuitbarstingen plaats.
- De harde winter van 1739-1740.

Wetenschap en techniek

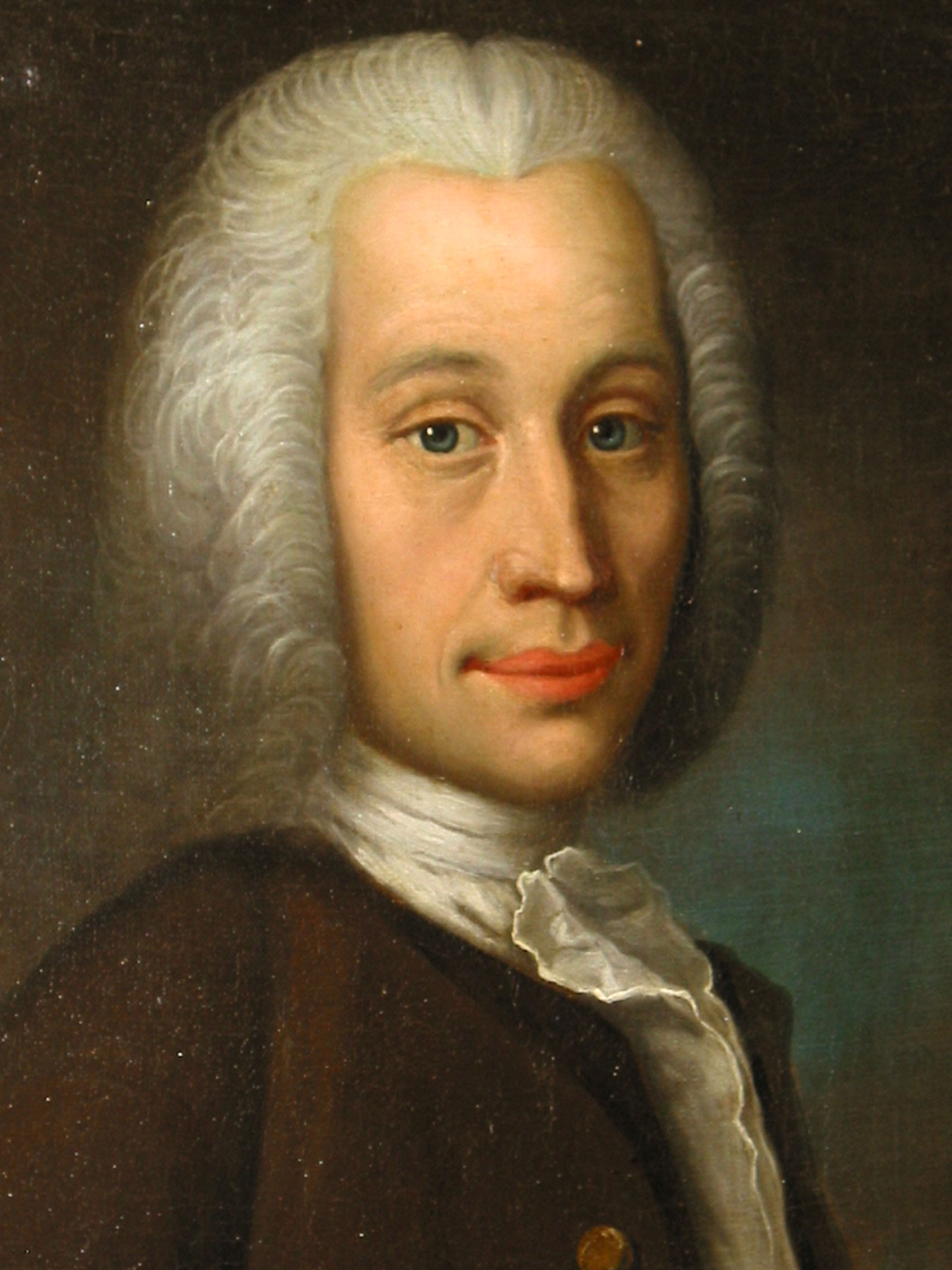
Anders Celsius

- In 1730 patenteert John Kay een machine om draad te vlechten, en in 1733 de schietspoel. Samen met een medefirmant begint hij in het Zuidwest-Engelse Colchester met de productie van deze schietspoel.
- De Zweedse plantkundige en arts Carl Linnaeus promoveert in 1735 aan de Universiteit van Harderwijk en publiceert aan het eind van dat jaar bij drukkerij Haak in Leiden zijn "Systema naturae".
- In 1736 stuurt de Franse koning de Franse geodetische missie onder leiding van Pierre Louis de Maupertuis naar Lapland om de lengte van een booggraad van de meridiaan te meten. Uit de metingen blijkt Newtons gelijk over de vorm van de Aarde. Maupertuis publiceert het werk van de expeditie in 1738.
- 1730 - Anders Celsius wordt in Uppsala hoogleraar in de astronomie.

## Kunst en cultuur
- De Hollandsche Spectator wordt van 1731 tot 1735 uitgegeven door Justus van Effen, die, overigens anoniem, vertogen (essays) schrijft over vele onderwerpen: mode, opvoeding, weelde, het studentenleven, literatuur, taalkunde en godsdienst. Van Effen pleit voor verdraagzaamheid en gelijkheid en bestrijdt het Hollandse chauvinisme.

<< · 1730 · 1731 · 1732 · 1733 · 1734 · 1735 · 1736 · 1737 · 1738 · 1739 · >>
<< · 1700-1709 · 1710-1719 · 1720-1729 · 1730-1739 · 1740-1749 · 1750-1759 · 1760-1769 · 1770-1779 · 1780-1789 · 1790-1799 · >>